# Рожков, Павел Алексеевич
Павел Алексеевич Рожков (род. 30 июня 1957, Раменское, Московская область) — деятель российского и советского спорта. Президент Паралимпийского комитета России с 25 марта 2022 года (и. о. с 30 марта 2021 года по 25 марта 2022 года). Действительный государственный советник Российской Федерации 1 класса (2001).

## Биография

### Трудовая деятельность
- С 1979 г. по 1982 г. работал в комплексной научной группе сборной команды СССР по классической борьбе, младшим научным сотрудником Всесоюзного научно-исследовательского института физической культуры;
- С 1982 г. по 1992 г. — в Госкомспорте СССР (в том числе с 1987 г. по 1992 г. — заместителем начальника Главного управления физического воспитания населения).
- С 1992 г. по 1996 г. — старший тренер сборной команды России по греко-римской борьбе, Заслуженный тренер России. Работал преподавателем, доцентом, профессором в Российской государственной академии физической культуры и спорта;
- С 1997 г. по 1999 г. — генеральный директор туристической фирмы «Олимп Тур», являющейся генеральным агентом Олимпийского комитета России по организации перевозок спортивных делегаций на Олимпийские игры, чемпионаты Мира, Европы и другие международные соревнования;
- 6 октября 1999 г. утверждён в должности заместителя, а 25 ноября 1999 года — первого заместителя Министра Российской Федерации по физической культуре, спорту и туризму;
- С 2000 г. по 2002 г. — Председатель Государственного комитета Российской Федерации по физической культуре, спорту и туризму;
- С 13 июля 2001 г. — действительный государственный советник Российской Федерации 1 класса;
- С 2002 г. по 2004 г. — первый заместитель Председателя Государственного комитета Российской Федерации по физической культуре и спорту;
- В 2004 г. закончил докторантуру Санкт-Петербургского университета экономики и финансов. Доктор экономических наук. Автор более семидесяти статей, книг, монографий, в том числе по проблемам нормативного правового и финансового обеспечения социальной сферы;
- С 2004 г. по 2009 г. — первый проректор Подольского социально-спортивного института;
- В 2005, 2010, 2015 и 2020 г. избирался и по настоящее время является председателем Профсоюза работников физической культуры, спорта и туризма Российской Федерации;
- С 2004 г. — руководитель рабочих групп Паралимпийского комитета России по подготовке сборных команд России к Паралимпийским летним играм в Афинах (2004 г.), Пекине (2008 г.), Лондоне (2012 г.), Рио-де-Жанейро (2016 г.) и Паралимпийским зимним играм в Турине (2006 г.), Ванкувере (2010 г.) и Сочи (2014 г.). Шеф миссии сборной команды России на Паралимпийских летних играх в Афинах (2004 г.), Пекине (2008 г.) и Лондоне (2012 г.), Паралимпийских зимних играх в Турине (2006 г.), Ванкувере (2010 г.), Сочи (2014 г.).
- В 2006, 2010, 2014 и 2018 г. избирался председателем Исполкома, первым вице-президентом Паралимпийского комитета России.
- С 2009 по 2022 г. — руководитель аппарата Паралимпийского комитета России.
- 20 сентября 2013 г. избран членом Исполкома Международной федерации колясочников и ампутантов (IWAS).
- 30 марта 2021 года был избран исполняющим обязанности Президента Паралимпийского комитета России.
- 25 марта 2022 года избран президентом Паралимпийского комитета России.

## Награды и достижения
- Орден «За заслуги перед Отечеством» IV степени (2024 год)[3]
- Орден Александра Невского (1 июля 2022 года)[4]
- Орден Почёта
- Орден Дружбы
- Почётная грамота Президента Российской Федерации (13 декабря 2011 года) — за большой вклад в становление и развитие паралимпийского движения в России[5]
- Почётный знак «За заслуги в развитии физической культуры и спорта»
- Благодарность Президента Российской Федерации
- Благодарность Министра спорта, туризма и молодёжной политики РФ
- Медаль Петра Лесгафта «За заслуги в спортивной науке и образовании»
- Знак «Отличник физической культуры и спорта»
- почётный знак Паралимпийского комитета России
- Благодарность Президента Паралимпийского комитета России
- нагрудный знак «За активную работу в профсоюзах»
- Почётные грамоты ФНПР «За активную плодотворную деятельность по защите социально-трудовых прав и интересов работников»